# Markéta Jáchimová
Markéta Jáchimová (* 4. listopadu 1988 Domažlice) je česká sochařka žijící v Praze.

## Život
V roce 2010 vystavila v zahradách Lichtenštejnského paláce, spadajícího pod Úřad vlády, hlavu prezidenta Václava Klause vytvořenou z ledu. Hlava se během otevření výstavy teplem roztekla. Plastika způsobila kontroverzi a cenzorský zásah ze strany zaměstnanců úřadu. V roce 2013 studuje na VŠUP v ateliéru Kurta Gebauera.